# Saint-Germain-des-Prés (Maine i Loara)
Saint-Germain-des-Prés – miejscowość i gmina we Francji, w regionie Kraj Loary, w departamencie Maine i Loara.
Według danych na rok 2010 gminę zamieszkiwały 1 364 osoby, a gęstość zaludnienia wynosiła 69 osób/km².